# جوجل ديسكتوب

جوجل ديسكتوب (بالإنجليزية: Google Desktop)‏ هو برنامج بحث سطح مكتب منتج بواسطة جوجل لأنظمة ويندوز وماك أو.إس إكس ولينكس. يتيح البرنامج البحث النصي في البريد الإلكتروني، وملفات الحاسوب، والموسيقى، والصور، والمحادثات، وصفحات الوب المعروضة، و«أدوات جوجل» الأخرى.

## المزايا
في يناير 2008، مزايا جوجل ديسكتوب تتركز على المهام التالية:

### فهرسة الملفات
بعد التثبيت الأولي لجوجل ديسكتوب، يكمل البرنامج فهرسا لجميع الملفات على الحاسوب. ويمكن للمستخدمين البحث عن الملفات فور تثبيت البرنامج، بعد تشكيل البحوثات، يتم عرض النتائج في صفحة وب شبيهة بنتائج بحث جوجل.
يمكن لجوجل ديكستوب فهرسة العديد من أنواع الملفات، من ضمنها البريد الإلكتروني، وتاريخ تصفح الوب من إنترنت إكسبلورر وموزيلا فايرفوكس، والمستندات المكتبية بصيغ أوبن ديكيومنت ومايكروسوفت أوفيس، والمراسلة الفورية من أُول وجوجل وإم إس إن وسكايب وتنسينت كيو كيو، والعديد من ملفات الوسائط المتعددة، يمكن أرشفة المزيد من الصيغ عن طريق الملحقات.

### الشريط الجانبي
من السمات البارزة في جوجل ديسكتوب الشريط الجاني، الذي يشغل جانبا من سطح المكتب، ويحتوي العديد من الأدوات. وهو متوفر لمايكروسوفت ويندوز فقط. يأتي الشريط مبدئيا مع الأدوات التالية:
- بريد إلكتروني: يدع المستخدم يستعرض جيميل.
- لوح البداية: يمكن للمستخدم تخزين ملحظات عشوائية.
- الصور: يعرض عرض شرائح للصورة في مجلد «الصور» (يمكن تغيير العنوان).
- الأخبار: يعرض آخر ترويسات الأخبار من أخبار جوجل، ومنذ متى كتبت. لوح الأخبار يخصص حسب الأخبار التي تقرؤها.
- الطقس: يعرض الطقس الحالي لموقع يحدده المستخدم.
- قصاصات وب: يعرض آخر الأخبار من تغذية آر إس إس.
- جوجل توك: إذا كان جوجل توك مثبتا، نقر مزدوج على عنوان النافذة سوف يرسيه في شريط المستخدم.

## وصلات خارجية
- الموقع الرسمي